# نقاب مرگ سرخ
بالماسکه مرگ سرخ (به انگلیسی: The Masque of the Red Death) نام داستان کوتاهی است از نویسندهٔ آمریکایی، ادگار آلن پو که نخست با عنوان The Mask of the Red Death (نقاب مرگ سرخ) در ۱۸۴۲ به چاپ رسید و سپس در ۱۸۴۵، با تغییر دادن واژه انگلیسی mask به معنای نقاب به واژه masque به معنای بالماسکه آنرا تا به امروز با عنوان جدید چاپ نموده‌اند.
این داستان دربارهٔ هراس از مرگ است و از بروز طاعونی همه‌گیر به نام «مرگ سرخ» در کشوری ناشناخته سخن می‌گوید که مبتلایان به آن بر اثر خونریزی‌های جلدی شدید، بویژه در ناحیهٔ صورت در عرض نیم ساعت می‌میرند و شاهزاده پروسپروی جوان برای فرار از مرگ، خود و هزار نفر از دیگر نجیب‌زادگان ثروتمند را در بخشی از کاخ پادشاهی پنهان می‌سازد و بدون توجه به درد و رنج دیگران در بیرون به خوشگذرانی در محیط امن درون کاخ خود مشغول می‌گردد و جشن بالماسکهٔ باشکوهی را برای سرگرمی بیشتر ترتیب می‌دهد. اما ناگهان مرگ سرخ در قالب شبحی نقاب‌دار در میان آن جمع ظاهر شده و همگیشان را به کام مرگ می‌کشاند.
نقاب مرگ سرخ که با بکارگیری عناصری همچون خون، مرگ و شخصیتی ماورایی، مثالی بارز از ادبیات گوتیک به‌شمار می‌رود
برای اولین بار در ۱۸۴۲ و در نشریهٔ گراهامز مگزین (به انگلیسی: Graham's Magazine) به چاپ رسید و از آن زمان تا کنون دستمایهٔ ساخت آثار گوناگونی شده‌است.

## خلاصه داستان
بیماری مهلک واگیرداری در کشور شیوع یافته‌است که مبتلایان به آن دچار خونریزی‌های شدید از منافذ بدنشان بویژه در ناحیهٔ صورت شده و در عرض نیم ساعت می‌میرند. شاهزاده پراسپروی جوان بی‌توجه به درد مردم همراه با ۱۰۰۰ نفر از دوستان، نوازندگان و رقاصان به درون کاخش پناه برده و خود را از دنیای بیرون تا رفتن شبح مرگ از آن سرزمین جدا می‌سازد.
تمامی امکانات در اینجا وجود دارد و شاهزاده ترتیب یک مهمانی بالماسکهٔ باشکوه را می‌دهد. نوازندگان می‌نوازند و رقاصان می‌خرامند و مهمانان سرخوشند تا اینکه بانگ غریب ساعت عظیم آبنوسی که در انتهای یکی از راهروهای کاخ قرار دارد آرامش آنان‌را برهم می‌ریزد. این قسمت از کاخ با سلیقهٔ شاهزاده پراسپرو ساخته شده‌است و معماری عجیبی دارد. هفت اتاق با پنجره‌هایی رنگی در انتهای راهروهایی که ناگهان پیچ می‌خورند قرار دارد. اثاثیهٔ شش اتاق همرنگ پنجره‌های رنگی بوده و با عبور نور از شیشه‌های آبی، ارغوانی، سبز، نارنجی، سفید و بنفش آنها جلوه‌ای خاص به اتاق‌ها داده می‌شود. اما رنگ شیشه‌های پنجرهٔ هفتمین اتاق که لوازم و تزئیناتی سیاهرنگ دارد به سرخی خون است و عبور نور از آنها چنان حالت هولناکی به اتاق می‌بخشد که کمتر کسی از مهمانان جرات گام نهادن به آن را یافته‌است. ساعت عظیم آبنوس در این اتاق قرار دارد که سر هر ساعت با بانگی غریب می‌نوازد و چنان احوال حاضران را پریشان می‌سازد که رنگ از رخسارشان پریده، سکوت نموده و به طنین آن گوش فرا می‌دهند. با پایان یافتن آن مهمانان لبخندی زده و می‌گویند که بار دیگر چنین نخواهند شد ولی با برخاستن دوبارهٔ بانگ ساعت همان دلهره و سراسیمگی در وجودشان رخنه می‌کرد و با پایان یافتنش دوباره به جشن و سرور می‌پرداختند.
تا اینکه ۱۲ شب رسید و ساعت عظیم باید ۱۲ ضربه می‌نواخت. سراسیمگی بار دیگر بر مهمانان چیره شد و مجبور به سکوت و گوش سپردن به بانگ ساعت که پژواکی دهشتناک داشت شدند. اما ناگهان همهمه‌ای برخاست که ناشی از وحشت و نفرت بود. در میان مهمانان بیگانه‌ای ظاهر شده بود که به جای لباس فاخر، جامهٔ گور بر تن و نقابی همچون صورت جنازه‌ای خشک شده بر چهره داشت. او حتی تا آنجا پیش رفته بود که سرتاپایش را همچون یکی از قربانیان مرگ سرخ خون‌آلود ساخته بود.
شاهزاده پراسپرو که از دیدن هیبت جنازه‌وار او به لرزه افتاده بود آن را توهینی بزرگ به خود دانست و با خشم فریاد کشید تا دستگیرش نموده و مجازات کنند. اما هیچ‌کس جرات نزدیک شدن به او را نداشت و شبح با گام‌هایی پرطمئنینه از کنار شاهزاده که در اتاق آبی ایستاده بود گذشت و بی‌آنکه کسی متوقفش سازد از اتاق‌های ارغوانی، سبز، نارنجی و سفید عبور کرد و به انتهای اتاق بنفش رسید. شاهزاده که از گستاخی ناشناس و بزدلی خود به شدت خشمگین شده بود خنجرش را کشید و به دنبال بیگانه دوید. ناگهان شبح ایستاد و به سمت شاهزاده برگشت. مهمانان که از ترس از جایشان تکان نخورده بودند با شنیدن صدای فریاد شاهزاده به به سوی او دویدند. شاهزاده پراسپروی جوان بر زمین افتاده و مرده بود و ناشناس کفن‌پوش بدون اینکه حرکتی کند در سایهٔ ساعت عظیم آبنوس در اتاق سیاه ایستاده بود. مهمانان خشمگینانه به درون اتاق سیاه یورش برده، جامهٔ بیگانه را دریده و نقاب از صورتش برمی‌گیرند اما در زیر آن هیچ چیز نیست. آنگاه با ناامیدی در می‌یابند که او «مرگ سرخ» بود که همچون شبحی نقاب‌دار به میان آنان خزیده بود. شب‌زنده‌داران یکی پس از دیگری بر زمین افتاده و جان می‌سپارند و با مرگ آخرین مهمان، زندگی ساعت بزرگ آبنوسی نیز به پایان می‌رسد.
آنگاه، تنها چیزی که در قصر باقی ماند، سیاهی بود؛ و تباهی؛ و مرگ سرخ..

## تاریخچه انتشار
داستان مرگ سرخ در ابتدا با عنوان انگلیسی "The Mask of the Red Death" در شمارهٔ ماه مه ۱۸۴۲ مجلهٔ خانم‌ها و آقایان گراهام به چاپ رسید و ۱۲ دلار به عنوان حق‌الزحمه به پو پرداخت شد. در ۱۹ ژوئیه ۱۸۴۵، نسخهٔ بازنویسی‌شدهٔ داستان با عنوان تغییر املا یافتهٔ "The Masque of the Red Death" در ژورنال برادوی به چاپ رسید. تأکید عنوان نخستین بر شبح نقابداری بود که در انتهای داستان ظاهر می‌شد ولی در عنوان جدید که تا به امروز نیز داستان با همین نام منتشر می‌شود، جشن بالماسکه‌ای که در کاخ برگزار شده بود مورد تأکید قرار می‌گرفت.